# Augustin Bianchini
Augustin Bianchini (31 maggio 2000) è uno sciatore alpino francese.

## Biografia
Attiva in gare FIS dal novembre del 2016, Bianchini ha esordito in Coppa Europa il 25 gennaio 2018 a Chamonix in slalom speciale, senza qualificarsi per la seconda manche, e in Coppa del Mondo il 30 gennaio 2021 nelle medesime località e specialità, senza completare la prova. Non ha preso parte a rassegne olimpiche o iridate.

## Palmarès

### Mondiali juniores
- 1 medaglia:
  - 1 oro (gara a squadre a Val di Fassa 2019)

### Coppa Europa
- Miglior piazzamento in classifica generale: 76º nel 2022